# Espai Històric Nacional Martin Luther King, Jr.
L'Espai Històric Nacional Martin Luther King, Jr. és un museu d'Atlanta creat el 1980 pel Congrés dels EUA per preservar el lloc de naixement i el barri on es va criar el Dr. King. El carrer on es trobava la seva primera casa ha estat restaurat com en la dècada dels anys 1930. Els visitants poden recórrer la casa restaurada on va néixer, en el número 501 d'Auburn Avenue, així com l'Ebenezer Baptist Church. A prop, ha estat restaurada l'estació de bombers amb una exposició sobre la inexistència de segregació racial en aquest departament. El centre presenta exposicions i audiovisuals sobre el Dr. King i el moviment pels drets civils als Estats UNITS. Membre de la Coalició Internacional d'Espais de Consciència (www.sitesofconscience.org).
El «Sweet Auburn» era el centre de l'Atlanta negra. Les tensions racials de començaments de segle van tenir com a conseqüència que un gran nombre d'afroamericans immigrés a aquest barri d'Atlanta, on els habitants negres eren majoria i podien viure relativament a banda de l'assetjament racial. Al 501 de l'Auburne Avenue va néixer Martin Luther King Jr. el 15 de gener de 1929. Prop de la casa es trobava l'Ebenezer Baptist Church, on Martin Luther King va fer el seu primer sermó a l'edat de 17 anys i, igual que son avi i son pare, va fer de pastor. El Dr. King es va convertir en un dels homes més influents en el Moviment pels Drets Civils als EUA, i a finals dels 50, a l'Ebenezer Education Building, va crear l'organització que esdevindria la Southern Christian Leadership Conference (SCLC). Després de viure uns quants anys a Montgomery, el 1960 el Dr. King i la seva família van tornar al Sweet Auburn, on exercí de pastor i obrí la seu de la SCLC per continuar en la lluita contra la injustícia civil, la pobresa i la participació dels EUA en la guerra de Vietnam. El 4 d'abril de 1968, Martin Luther King va ser assassinat al balcó del Motel Lorraine a Memphis, Tennessee.